# Ligue des champions masculine de volley-ball 2013-2014
Navigation
Ligue des champions 2012-2013 Ligue des champions 2014-2015
La Ligue des champions de volley-ball masculin est la plus importante compétition de club de la saison 2013-2014 en volley-ball.

## Participants
Le nombre de participants par pays est déterminé à partir du classement européen de la CEV. Ce dernier est calculé d'après les résultats des clubs (selon leur pays d'origine) en compétitions européennes les années antérieures.

Voici les 14 premières positions de ce classement (les seules à donner des places pour cette compétition) et le nombre de places qu'elles octroient. Ajoutons que 2 places sont offertes sur invitation de la CEV.
| Ranking | Pays               | Points | Places |
| ------- | ------------------ | ------ | ------ |
| 1       | Italie             | 470,33 | 3      |
| 2       | Pologne            | 399,34 | 3      |
| 3       | Russie             | 383,33 | 2 + 1  |
| 4       | Belgique           | 343,33 | 2      |
| 5       | Turquie            | 315,67 | 2 + 1  |
| 6       | France             | 301,01 | 2      |
| 7       | Allemagne          | 282,00 | 2      |
| 8       | Grèce              | 265,66 | 1      |
| 9       | Slovénie           | 243,00 | 1      |
| 10      | Autriche           | 239,67 | 1      |
| 12      | Roumanie           | 203,33 | 2      |
| 14      | Monténégro         | 149,66 | 1      |
| 15      | Bulgarie           | 145,00 | 1      |
| 16      | République tchèque | 130,33 | 1 + 1  |
| 17      | Suisse             | 118,00 | 1      |

Les clubs qui auraient dû représenter l'Espagne et la Serbie ne remplissant pas les conditions d'inscription et/ou la refusant, deux invitations supplémentaires ont été octroyées par la CEV. À partir de là, voici donc, par pays, les équipes participantes :
| Autriche                                          | Belgique                                                  | Bulgarie                                                                               | Monténégro                                                               | France                                      |
| ------------------------------------------------- | --------------------------------------------------------- | -------------------------------------------------------------------------------------- | ------------------------------------------------------------------------ | ------------------------------------------- |
| SK Aich-Dob (L1) Hypo Tirol Innsbrück (L2+P1+INV) | Knack Randstad Roeselare (L1+P1) Noliko Maaseik (L2)      | VK Marek Union-Ivkoni Dupnitsa (L1+P1+INV)                                             | Budvanska Rivijera Budva (L1+P1)                                         | Tours Volley-Ball (L1+P1) Paris Volley (L2) |
| Grèce                                             | Allemagne                                                 | Pologne                                                                                | Russie                                                                   | Roumanie                                    |
| Olympiakos Le Pirée (L1)                          | Berlin Recycling Volleys (L1) VfB Friedrichshafen (L2+P1) | Asseco Resovia Rzeszów (L1) ZAKSA Kędzierzyn-Koźle (L2+P1) Jastrzębski Węgiel (L3)     | Belogorie Belgorod (L1+P1) Zenit Kazan (L3) Lokomotiv Novossibirsk (INV) | CVM Tomis Constanța (L1)                    |
| Slovénie                                          | Turquie                                                   | Italie                                                                                 | République tchèque                                                       | Suisse                                      |
| ACH Volley Ljubljana (L1+P1)                      | Arkas Spor (L1) Halkbank Ankara (L2+P1) Galatasaray (INV) | Itas Diatec Trentino (L1+P1) Copra Elior Piacenza (L1) Lube Banca Marche Macerata (L3) | VK Ostrava (L1+INV) VK Jihostroj České Budějovice (L2+P1)                | Energy Investments Lugano (L1+INV)          |

## Phase de groupes

### Composition des groupes
| Poule A                                                                                 | Poule B                                                          | Poule C                                                                                 | Poule D                                                             | Poule E                                                                   | Poule F                                                                     | Poule G                                                                                  |
| --------------------------------------------------------------------------------------- | ---------------------------------------------------------------- | --------------------------------------------------------------------------------------- | ------------------------------------------------------------------- | ------------------------------------------------------------------------- | --------------------------------------------------------------------------- | ---------------------------------------------------------------------------------------- |
| Marek Union-Ivkoni Dupnitsa ACH Volley Ljubljana Copra Elior Piacenza Tours Volley-Ball | Belogorie Belgorod Noliko Maaseik Olympiakos Le Pirée VK Ostrava | Budvanska Rivijera Budva Jihostroj České Budějovice Paris Volley Asseco Resovia Rzeszów | Berlin Recycling Volleys Arkas Spor Izmir PV Lugano Trentino Volley | SK Aich-Dob Zenit Kazan Lube Banca Marche Macerata Lokomotiv Novossibirsk | Halkbank Ankara CVM Tomis Constanța Hypo Tirol Innsbrück Jastrzębski Węgiel | VfB Friedrichshafen Galatasaray Istanbul ZAKSA Kędzierzyn-Koźle Knack Randstad Roeselare |

### Poule A
| # | Équipe                      | Pts | J | G | Gt | Pt | P | Sp | Sc | Ratio | Pp  | Pc  | Ratio |
| 1 | Copra Elior Piacenza        | 16  | 6 | 5 | 0  | 1  | 0 | 17 | 5  | 3.4   | 519 | 454 | 1.143 |
| 2 | Tours Volley-Ball           | 13  | 6 | 3 | 2  | 0  | 1 | 15 | 8  | 1.875 | 533 | 483 | 1.104 |
| 3 | ACH Volley Ljubljana        | 4   | 6 | 1 | 0  | 1  | 4 | 8  | 15 | 0.533 | 498 | 541 | 0.921 |
| 4 | Marek Union-Ivkoni Dupnitsa | 3   | 6 | 1 | 0  | 0  | 5 | 3  | 15 | 0.2   | 373 | 445 | 0.838 |

| Date     | Match                                              | Résultat | Sets  | Sets  | Sets  | Sets  | Sets  | Total Points |
| Date     | Match                                              | Résultat | 1     | 2     | 3     | 4     | 5     | Total Points |
| -------- | -------------------------------------------------- | -------- | ----- | ----- | ----- | ----- | ----- | ------------ |
| 23.10.13 | Copra Elior Piacenza - ACH Volley Ljubljana        | 3 - 1    | 25-18 | 24-26 | 25-14 | 25-23 | -     | 99-81        |
| 24.10.13 | Marek Union-Ivkoni Dupnitsa - Tours Volley-Ball    | 0 - 3    | 23-25 | 21-25 | 23-25 | -     | -     | 67-75        |
| 30.10.13 | Tours Volley-Ball - Copra Elior Piacenza           | 3 - 2    | 25-19 | 27-29 | 25-13 | 22-25 | 15-10 | 114-96       |
| 29.10.13 | ACH Volley Ljubljana - Marek Union-Ivkoni Dupnitsa | 3 - 0    | 27-25 | 25-18 | 25-17 | -     | -     | 77-60        |
| 07.11.13 | Copra Elior Piacenza - Marek Union-Ivkoni Dupnitsa | 3 - 0    | 25-15 | 25-21 | 26-24 | -     | -     | 76-60        |
| 05.11.13 | ACH Volley Ljubljana - Tours Volley-Ball           | 1 - 3    | 25-23 | 26-28 | 21-25 | 17-25 | -     | 89-101       |
| 04.12.13 | Tours Volley-Ball - ACH Volley Ljubljana           | 3 - 2    | 26-24 | 22-25 | 25-21 | 21-25 | 15-7  | 109-102      |
| 05.12.13 | Marek Union-Ivkoni Dupnitsa - Copra Elior Piacenza | 0 - 3    | 24-26 | 19-25 | 14-25 | -     | -     | 57-76        |
| 12.12.13 | Marek Union-Ivkoni Dupnitsa - ACH Volley Ljubljana | 3 - 0    | 25-22 | 25-21 | 25-23 | -     | -     | 75-66        |
| 12.12.13 | Copra Elior Piacenza - Tours Volley-Ball           | 3 - 0    | 25-14 | 25-22 | 25-23 | -     | -     | 75-59        |
| 18.12.13 | Tours Volley-Ball - Marek Union-Ivkoni Dupnitsa    | 3 - 0    | 25-17 | 25-15 | 25-22 | -     | -     | 75-54        |
| 18.12.13 | ACH Volley Ljubljana - Copra Elior Piacenza        | 1 - 3    | 25-22 | 21-25 | 15-25 | 25-22 | -     | 83-97        |

### Poule B
| # | Équipe              | Pts | J | G | Gt | Pt | P | Sp | Sc | Ratio | Pp  | Pc  | Ratio |
| 1 | Belogorie Belgorod  | 18  | 6 | 6 | 0  | 0  | 0 | 18 | 0  | MAX   | 456 | 348 | 1.31  |
| 2 | Noliko Maaseik      | 9   | 6 | 3 | 0  | 0  | 3 | 10 | 9  | 1.111 | 439 | 420 | 1.045 |
| 3 | Olympiakos Le Pirée | 9   | 6 | 3 | 0  | 0  | 3 | 9  | 11 | 0.818 | 460 | 483 | 0.952 |
| 4 | VK Ostrava          | 0   | 6 | 0 | 0  | 0  | 6 | 1  | 18 | 0.056 | 373 | 477 | 0.782 |

| Date     | Match                                    | Résultat | Sets  | Sets  | Sets  | Sets  | Sets | Total Points |
| Date     | Match                                    | Résultat | 1     | 2     | 3     | 4     | 5    | Total Points |
| -------- | ---------------------------------------- | -------- | ----- | ----- | ----- | ----- | ---- | ------------ |
| 22.10.13 | VK Ostrava - Olympiakos Le Pirée         | 1 - 3    | 25-22 | 22-25 | 22-25 | 20-25 | -    | 89-97        |
| 23.10.13 | Belogorie Belgorod - Noliko Maaseik      | 3 - 0    | 25-22 | 25-11 | 25-18 | -     | -    | 75-51        |
| 29.10.13 | Noliko Maaseik - VK Ostrava              | 3 - 0    | 25-10 | 25-20 | 25-15 | -     | -    | 75-45        |
| 30.10.13 | Olympiakos Le Pirée - Belogorie Belgorod | 0 - 3    | 19-25 | 21-25 | 25-27 | -     | -    | 65-77        |
| 05.11.13 | VK Ostrava - Belogorie Belgorod          | 0 - 3    | 19-25 | 27-29 | 18-25 | -     | -    | 64-79        |
| 06.11.13 | Olympiakos Le Pirée - Noliko Maaseik     | 3 - 1    | 28-26 | 25-22 | 23-25 | 25-23 | -    | 101-96       |
| 03.12.13 | Noliko Maaseik - Olympiakos Le Pirée     | 3 - 0    | 25-18 | 31-29 | 25-18 | -     | -    | 81-65        |
| 03.12.13 | Belogorie Belgorod - VK Ostrava          | 3 - 0    | 25-15 | 25-20 | 25-16 | -     | -    | 75-51        |
| 11.12.13 | Belogorie Belgorod - Olympiakos Le Pirée | 3 - 0    | 25-15 | 25-23 | 25-18 | -     | -    | 75-56        |
| 10.12.13 | VK Ostrava - Noliko Maaseik              | 0 - 3    | 18-25 | 18-25 | 23-25 | -     | -    | 59-75        |
| 18.12.13 | Noliko Maaseik - Belogorie Belgorod      | 0 - 3    | 22-25 | 21-25 | 18-25 | -     | -    | 61-75        |
| 18.12.13 | Olympiakos Le Pirée - VK Ostrava         | 3 - 0    | 25-20 | 25-21 | 26-24 | -     | -    | 76-65        |

### Poule C
| # | Équipe                     | Pts | J | G | Gt | Pt | P | Sp | Sc | Ratio | Pp  | Pc  | Ratio |
| 1 | Asseco Resovia Rzeszów     | 13  | 6 | 4 | 0  | 1  | 1 | 14 | 7  | 2     | 502 | 449 | 1.118 |
| 2 | Budvanska Rivijera Budva   | 12  | 6 | 3 | 1  | 1  | 1 | 14 | 9  | 1.556 | 530 | 488 | 1.086 |
| 3 | Paris Volley               | 11  | 6 | 3 | 1  | 0  | 2 | 12 | 9  | 1.333 | 483 | 476 | 1.015 |
| 4 | Jihostroj České Budějovice | 0   | 6 | 0 | 0  | 0  | 6 | 3  | 18 | 0.167 | 421 | 523 | 0.805 |

| Date     | Match                                                 | Résultat | Sets  | Sets  | Sets  | Sets  | Sets  | Total Points |
| Date     | Match                                                 | Résultat | 1     | 2     | 3     | 4     | 5     | Total Points |
| -------- | ----------------------------------------------------- | -------- | ----- | ----- | ----- | ----- | ----- | ------------ |
| 24.10.13 | Paris Volley - Asseco Resovia Rzeszów                 | 0 - 3    | 20-25 | 26-28 | 11-25 | -     | -     | 57-78        |
| 24.10.13 | Budvanska Rivijera Budva - Jihostroj České Budějovice | 3 - 0    | 25-18 | 25-18 | 25-15 | -     | -     | 75-51        |
| 29.10.13 | Jihostroj České Budějovice - Paris Volley             | 1 - 3    | 18-25 | 23-25 | 25-21 | 29-31 | -     | 95-102       |
| 30.10.13 | Asseco Resovia Rzeszów - Budvanska Rivijera Budva     | 2 - 3    | 23-25 | 26-28 | 25-23 | 25-20 | 12-15 | 111-111      |
| 07.11.13 | Paris Volley - Budvanska Rivijera Budva               | 3 - 0    | 27-25 | 25-16 | 25-19 | -     | -     | 77-60        |
| 06.11.13 | Asseco Resovia Rzeszów - Jihostroj České Budějovice   | 3 - 1    | 25-22 | 22-25 | 25-16 | 25-16 | -     | 97-79        |
| 04.12.13 | Jihostroj České Budějovice - Asseco Resovia Rzeszów   | 0 - 3    | 18-25 | 24-26 | 19-25 | -     | -     | 61-76        |
| 05.12.13 | Budvanska Rivijera Budva - Paris Volley               | 2 - 3    | 26-28 | 22-25 | 25-12 | 27-25 | 12-15 | 112-105      |
| 12.12.13 | Budvanska Rivijera Budva - Asseco Resovia Rzeszów     | 3 - 0    | 25-22 | 25-21 | 25-22 | -     | -     | 75-65        |
| 11.12.13 | Paris Volley - Jihostroj České Budějovice             | 3 - 0    | 25-13 | 25-19 | 26-24 | -     | -     | 76-56        |
| 18.12.13 | Jihostroj České Budějovice - Budvanska Rivijera Budva | 1 - 3    | 20-25 | 25-22 | 16-25 | 18-25 | -     | 79-97        |
| 18.12.13 | Asseco Resovia Rzeszów - Paris Volley                 | 3 - 0    | 25-20 | 25-23 | 25-23 | -     | -     | 75-66        |

### Poule D
| # | Équipe                    | Pts | J | G | Gt | Pt | P | Sp | Sc | Ratio | Pp  | Pc  | Ratio |
| 1 | Trentino Volley           | 15  | 6 | 5 | 0  | 0  | 1 | 15 | 4  | 3.75  | 454 | 374 | 1.214 |
| 2 | Berlin Recycling Volleys  | 15  | 6 | 5 | 0  | 0  | 1 | 16 | 5  | 3.2   | 513 | 428 | 1.199 |
| 3 | Energy Investments Lugano | 4   | 6 | 0 | 2  | 0  | 4 | 7  | 16 | 0.438 | 438 | 525 | 0.834 |
| 4 | Arkas Spor Izmir          | 2   | 6 | 0 | 0  | 2  | 4 | 5  | 18 | 0.278 | 450 | 528 | 0.852 |

| Date     | Match                                                | Résultat | Sets  | Sets  | Sets  | Sets  | Sets  | Total Points |
| Date     | Match                                                | Résultat | 1     | 2     | 3     | 4     | 5     | Total Points |
| -------- | ---------------------------------------------------- | -------- | ----- | ----- | ----- | ----- | ----- | ------------ |
| 23.10.13 | Energy Investments Lugano - Arkas Spor Izmir         | 3 - 2    | 18-25 | 25-20 | 25-21 | 20-25 | 15-9  | 103-100      |
| 24.10.13 | Trentino Volley - Berlin Recycling Volleys           | 3 - 1    | 25-20 | 21-25 | 29-27 | 25-21 | -     | 100-93       |
| 30.10.13 | Trentino Volley - Energy Investments Lugano          | 3 - 0    | 25-16 | 25-15 | 25-23 | -     | -     | 75-54        |
| 29.10.13 | Arkas Spor Izmir - Berlin Recycling Volleys          | 1 - 3    | 25-23 | 15-25 | 20-25 | 21-25 | -     | 81-98        |
| 06.11.13 | Energy Investments Lugano - Berlin Recycling Volleys | 1 - 3    | 25-22 | 15-25 | 22-25 | 18-25 | -     | 80-97        |
| 06.11.13 | Arkas Spor Izmir - Trentino Volley                   | 0 - 3    | 15-25 | 21-25 | 13-25 | -     | -     | 49-75        |
| 04.12.13 | Trentino Volley - Arkas Spor Izmir                   | 3 - 0    | 25-21 | 26-24 | 25-15 | -     | -     | 76-60        |
| 04.12.13 | Berlin Recycling Volleys - Energy Investments Lugano | 3 - 0    | 25-21 | 25-18 | 25-18 | -     | -     | 75-57        |
| 10.12.13 | Berlin Recycling Volleys - Arkas Spor Izmir          | 3 - 0    | 25-20 | 25-23 | 25-14 | -     | -     | 75-57        |
| 10.12.13 | Energy Investments Lugano - Trentino Volley          | 0 - 3    | 16-25 | 12-25 | 15-25 | -     | -     | 43-75        |
| 18.12.13 | Berlin Recycling Volleys - Trentino Volley           | 3 - 0    | 25-16 | 25-18 | 25-19 | -     | -     | 75-53        |
| 18.12.13 | Arkas Spor Izmir - Energy Investments Lugano         | 2 - 3    | 25-16 | 25-20 | 23-25 | 17-25 | 13-15 | 103-101      |

### Poule E
| # | Équipe                     | Pts | J | G | Gt | Pt | P | Sp | Sc | Ratio | Pp  | Pc  | Ratio |
| 1 | Zenit Kazan                | 14  | 6 | 4 | 1  | 0  | 1 | 15 | 9  | 1.667 | 553 | 503 | 1.099 |
| 2 | Lube Banca Marche Macerata | 12  | 6 | 3 | 1  | 1  | 1 | 15 | 8  | 1.875 | 524 | 490 | 1.069 |
| 3 | Lokomotiv Novossibirsk     | 8   | 6 | 2 | 0  | 2  | 2 | 12 | 13 | 0.923 | 553 | 549 | 1.007 |
| 4 | Posojilnica Aich-Dob       | 2   | 6 | 0 | 1  | 0  | 5 | 5  | 17 | 0.294 | 433 | 521 | 0.831 |

| Date     | Match                                               | Résultat | Sets  | Sets  | Sets  | Sets  | Sets  | Total Points |
| Date     | Match                                               | Résultat | 1     | 2     | 3     | 4     | 5     | Total Points |
| -------- | --------------------------------------------------- | -------- | ----- | ----- | ----- | ----- | ----- | ------------ |
| 22.10.13 | Lube Banca Marche Macerata - Zenit Kazan            | 3 - 0    | 27-25 | 25-21 | 25-22 | -     | -     | 77-68        |
| 24.10.13 | Lokomotiv Novossibirsk - Posojilnica Aich-Dob       | 3 - 0    | 25-20 | 25-18 | 25-22 | -     | -     | 75-60        |
| 30.10.13 | Posojilnica Aich-Dob - Lube Banca Marche Macerata   | 0 - 3    | 20-25 | 19-25 | 17-25 | -     | -     | 56-75        |
| 30.10.13 | Zenit Kazan - Lokomotiv Novossibirsk                | 3 - 1    | 14-25 | 25-13 | 25-21 | 25-19 | -     | 89-78        |
| 06.11.13 | Lube Banca Marche Macerata - Lokomotiv Novossibirsk | 3 - 2    | 25-19 | 22-25 | 29-27 | 22-25 | 15-12 | 113-108      |
| 06.11.13 | Zenit Kazan - Posojilnica Aich-Dob                  | 3 - 1    | 25-14 | 19-25 | 25-15 | 25-19 | -     | 94-73        |
| 03.12.13 | Posojilnica Aich-Dob - Zenit Kazan                  | 1 - 3    | 25-20 | 22-25 | 13-25 | 20-25 | -     | 80-95        |
| 03.12.13 | Lokomotiv Novossibirsk - Lube Banca Marche Macerata | 3 - 1    | 25-23 | 25-15 | 19-25 | 25-17 | -     | 94-80        |
| 10.12.13 | Lokomotiv Novossibirsk - Zenit Kazan                | 1 - 3    | 23-25 | 24-26 | 25-21 | 19-25 | -     | 91-97        |
| 10.12.13 | Lube Banca Marche Macerata - Posojilnica Aich-Dob   | 3 - 0    | 25-19 | 25-16 | 25-19 | -     | -     | 75-54        |
| 18.12.13 | Posojilnica Aich-Dob - Lokomotiv Novossibirsk       | 3 - 2    | 25-21 | 22-25 | 23-25 | 25-23 | 15-10 | 113-107      |
| 18.12.13 | Zenit Kazan - Lube Banca Marche Macerata            | 3 - 2    | 21-25 | 24-26 | 25-22 | 25-23 | 15-8  | 110-104      |

### Poule F
| # | Équipe               | Pts | J | G | Gt | Pt | P | Sp | Sc | Ratio | Pp  | Pc  | Ratio |
| 1 | Jastrzębski Węgiel   | 14  | 6 | 4 | 1  | 0  | 1 | 16 | 8  | 2     | 587 | 554 | 1.06  |
| 2 | Halkbank Ankara      | 13  | 6 | 4 | 0  | 1  | 1 | 15 | 8  | 1.875 | 567 | 519 | 1.092 |
| 3 | Tomis Constanța      | 9   | 6 | 3 | 0  | 0  | 3 | 12 | 12 | 1     | 552 | 536 | 1.03  |
| 4 | Hypo Tirol Innsbrück | 0   | 6 | 0 | 0  | 0  | 6 | 3  | 18 | 0.167 | 423 | 520 | 0.813 |

| Date     | Match                                     | Résultat | Sets  | Sets  | Sets  | Sets  | Sets  | Total Points |
| Date     | Match                                     | Résultat | 1     | 2     | 3     | 4     | 5     | Total Points |
| -------- | ----------------------------------------- | -------- | ----- | ----- | ----- | ----- | ----- | ------------ |
| 23.10.13 | Hypo Tirol Innsbrück - Tomis Constanța    | 1 - 3    | 14-25 | 21-25 | 25-22 | 16-25 | -     | 76-97        |
| 22.10.13 | Halkbank Ankara - Jastrzębski Węgiel      | 3 - 1    | 34-36 | 25-16 | 25-17 | 25-20 | -     | 109-89       |
| 29.10.13 | Jastrzębski Węgiel - Hypo Tirol Innsbrück | 3 - 0    | 25-23 | 25-22 | 25-20 | -     | -     | 75-65        |
| 30.10.13 | Tomis Constanța - Halkbank Ankara         | 1 - 3    | 23-25 | 25-19 | 23-25 | 15-25 | -     | 86-94        |
| 05.11.13 | Hypo Tirol Innsbrück - Halkbank Ankara    | 0 - 3    | 19-25 | 22-25 | 21-25 | -     | -     | 62-75        |
| 06.11.13 | Tomis Constanța - Jastrzębski Węgiel      | 1 - 3    | 25-22 | 19-25 | 15-25 | 20-25 | -     | 79-97        |
| 03.12.13 | Jastrzębski Węgiel - Tomis Constanța      | 3 - 1    | 25-17 | 25-27 | 25-21 | 25-22 | -     | 100-87       |
| 05.12.13 | Halkbank Ankara - Hypo Tirol Innsbrück    | 3 - 0    | 25-18 | 25-18 | 25-15 | -     | -     | 75-51        |
| 11.12.13 | Halkbank Ankara - Tomis Constanța         | 1 - 3    | 21-25 | 29-27 | 23-25 | 21-25 | -     | 94-102       |
| 10.12.13 | Hypo Tirol Innsbrück - Jastrzębski Węgiel | 1 - 3    | 25-19 | 26-28 | 21-25 | 22-25 | -     | 94-97        |
| 18.12.13 | Jastrzębski Węgiel - Halkbank Ankara      | 3 - 2    | 25-27 | 25-18 | 37-39 | 25-21 | 17-15 | 129-120      |
| 18.12.13 | Tomis Constanța - Hypo Tirol Innsbrück    | 3 - 1    | 25-12 | 25-15 | 26-28 | 25-20 | -     | 101-75       |

### Poule G
| # | Équipe                 | Pts | J | G | Gt | Pt | P | Sp | Sc | Ratio | Pp  | Pc  | Ratio |
| 1 | Knack Roeselare        | 17  | 6 | 5 | 1  | 0  | 0 | 18 | 6  | 3     | 587 | 543 | 1.081 |
| 2 | VfB Friedrichshafen    | 9   | 6 | 2 | 0  | 3  | 1 | 13 | 13 | 1     | 592 | 577 | 1.026 |
| 3 | ZAKSA Kędzierzyn-Koźle | 8   | 6 | 1 | 2  | 1  | 2 | 13 | 13 | 1     | 582 | 577 | 1.009 |
| 4 | Galatasaray Istanbul   | 2   | 6 | 0 | 1  | 0  | 5 | 5  | 17 | 0.294 | 471 | 535 | 0.88  |

| Date     | Match                                         | Résultat | Sets  | Sets  | Sets  | Sets  | Sets  | Total Points |
| Date     | Match                                         | Résultat | 1     | 2     | 3     | 4     | 5     | Total Points |
| -------- | --------------------------------------------- | -------- | ----- | ----- | ----- | ----- | ----- | ------------ |
| 22.10.13 | Knack Roeselare - VfB Friedrichshafen         | 3 - 1    | 20-25 | 31-29 | 25-17 | 25-23 | -     | 101-94       |
| 23.10.13 | ZAKSA Kędzierzyn-Koźle - Galatasaray Istanbul | 3 - 0    | 25-23 | 25-18 | 25-22 | -     | -     | 75-63        |
| 30.10.13 | Galatasaray Istanbul - Knack Roeselare        | 0 - 3    | 21-25 | 23-25 | 19-25 | -     | -     | 63-75        |
| 30.10.13 | VfB Friedrichshafen - ZAKSA Kędzierzyn-Koźle  | 2 - 3    | 22-25 | 25-15 | 18-25 | 25-19 | 20-22 | 110-106      |
| 05.11.13 | Knack Roeselare - ZAKSA Kędzierzyn-Koźle      | 3 - 1    | 25-22 | 20-25 | 25-20 | 25-23 | -     | 95-90        |
| 06.11.13 | VfB Friedrichshafen - Galatasaray Istanbul    | 3 - 0    | 25-16 | 25-20 | 25-17 | -     | -     | 75-53        |
| 03.12.13 | Galatasaray Istanbul - VfB Friedrichshafen    | 1 - 3    | 19-25 | 22-25 | 25-23 | 20-25 | -     | 86-98        |
| 04.12.13 | ZAKSA Kędzierzyn-Koźle - Knack Roeselare      | 1 - 3    | 26-28 | 15-25 | 25-17 | 23-25 | -     | 89-95        |
| 11.12.13 | ZAKSA Kędzierzyn-Koźle - VfB Friedrichshafen  | 3 - 2    | 25-17 | 23-25 | 21-25 | 31-29 | 15-11 | 115-107      |
| 10.12.13 | Knack Roeselare - Galatasaray Istanbul        | 3 - 1    | 25-21 | 33-31 | 22-25 | 25-22 | -     | 105-99       |
| 18.12.13 | Galatasaray Istanbul - ZAKSA Kędzierzyn-Koźle | 3 - 2    | 21-25 | 25-23 | 20-25 | 26-24 | 15-10 | 107-107      |
| 18.12.13 | VfB Friedrichshafen - Knack Roeselare         | 2 - 3    | 25-21 | 25-22 | 31-33 | 16-25 | 11-15 | 108-116      |

## Playoffs

### Playoffs à 12
Les matchs des playoffs ont été désignés par tirage au sort.

#### Équipes qualifiées
Les équipes qualifiées pour la phase des playoffs à 6 sont :
- Zenit Kazan
- Copra Elior Piacenza
- Jastrzębski Węgiel
- Asseco Resovia Rzeszów
- Itas Diatec Trentino
- Belogorie Belgorod

### Playoffs à 6

#### Équipes qualifiées
Les équipes qualifiées pour le Final Four sont :
- Zenit Kazan
- Jastrzębski Węgiel
- Belogorie Belgorod

## Finale à quatre
|  | Demi-finales                              | Demi-finales                        |                        |   | Finale                                    | Finale                                    |
|  | Demi-finales                              | Demi-finales                        |                        |   | Finale                                    | Finale                                    |
|  |                                           |                                     |                        |   |                                           |                                           |
|  | Ankara, 22.03.14, 21-25 19-25 19-25       | Ankara, 22.03.14, 21-25 19-25 19-25 |                        |   | Ankara, 23.03.14, 18-25 25-22 16-25 25-27 | Ankara, 23.03.14, 18-25 25-22 16-25 25-27 |
|  | Ankara, 22.03.14, 21-25 19-25 19-25       | Ankara, 22.03.14, 21-25 19-25 19-25 |                        |   | Ankara, 23.03.14, 18-25 25-22 16-25 25-27 | Ankara, 23.03.14, 18-25 25-22 16-25 25-27 |
|  | Jastrzębski Węgiel                        | 0                                   |                        |   | Ankara, 23.03.14, 18-25 25-22 16-25 25-27 | Ankara, 23.03.14, 18-25 25-22 16-25 25-27 |
|  | Jastrzębski Węgiel                        | 0                                   |                        |   | Ankara, 23.03.14, 18-25 25-22 16-25 25-27 | Ankara, 23.03.14, 18-25 25-22 16-25 25-27 |
|  | Halkbank Ankara                           | 3                                   |                        |   | Ankara, 23.03.14, 18-25 25-22 16-25 25-27 | Ankara, 23.03.14, 18-25 25-22 16-25 25-27 |
|  | Halkbank Ankara                           | 3                                   | Halkbank Ankara        | 1 |                                           |                                           |
|  | Ankara, 22.03.14, 25-19 22-25 25-18 25-17 |                                     | Halkbank Ankara        | 1 |                                           |                                           |
|  |                                           | Belogorie Belgorod                  | 3                      |   |                                           |                                           |
|  | Belogorie Belgorod                        | Belogorie Belgorod                  | 3                      | 3 |                                           |                                           |
|  | Belogorie Belgorod                        |                                     |                        | 3 |                                           |                                           |
|  | Zenit Kazan                               | 1                                   |                        |   |                                           |                                           |
|  | Zenit Kazan                               | 1                                   | Match pour la 3e place |   |                                           |                                           |
|  |                                           |                                     |                        |   |                                           |                                           |
|  | Ankara, 23.03.14, 25-21 20-25 25-17 25-23 |                                     |                        |   |                                           |                                           |
|  |                                           |                                     |                        |   |                                           |                                           |
|  | Jastrzębski Węgiel                        | 3                                   |                        |   |                                           |                                           |
|  | Jastrzębski Węgiel                        | 3                                   |                        |   |                                           |                                           |
|  | Zenit Kazan                               | 1                                   |                        |   |                                           |                                           |
|  | Zenit Kazan                               | 1                                   |                        |   |                                           |                                           |

### Récompenses
- MVP :  Serguei Tetioukine (Belogorie Belgorod)
- Meilleur attaquant :  Maxim Mikhaylov (Zenit Kazan)
- Meilleur marqueur :  Michal Lasko (Jastrzębski Węgiel)
- Meilleur réceptionneur :  Matey Kaziyski (Halkbank Ankara)
- Meilleur serveur :  Emre Batur (Halkbank Ankara)
- Meilleur contreur :  Dmitriy Muserskiy (Belogorie Belgorod)
- Meilleur passeur :  Raphael Vieira de Oliveira (Halkbank Ankara)
- Meilleur libéro :  Damian Wojtaszek (Jastrzębski Węgiel)
- Prix du fair-play :  Aleksandr Volkov (Zenit Kazan)